# Felipe Guerrero
Pour les articles homonymes, voir Guerrero et Guerrero (homonymie).
Felipe Guerrero, né en 1975 à Cali en Colombie,, est un réalisateur et monteur colombien.
Felipe Guerrero a remporté plus de dix prix et a été nommé plus de dix fois.

## Filmographie partielle

### Au cinéma

#### Comme réalisateur
- 2006 : Paraíso (documentaire)
- 2012 : Corta (documentaire)
- 2016 : Oscuro animal

#### Comme monteur (longs métrages)
- 2007 : Regresados
- 2008 : Gigantes de Valdés
- 2008 : Perro come perro
- 2008 : Alicia en el país
- 2008 : Diletante
- 2009 : La Barra (El vuelco del cangrejo)
- 2011 : El páramo
- 2012 : La Playa D.C.
- 2013 : La Pasión de Michelangelo
- 2014 : Los hongos
- 2015 : Nacimiento
- 2016 : X500
- 2016 : La soledad
- 2017 : Mariana
- 2018 : La película infinita
- 2018 : Sal
- 2019 : Montevideo
- 2019 : Cemetery
- 2019 : En Cenizas
- 2020 : La Fortaleza

#### Comme monteur (documentaires)
- 2000 : I fantasisti: Le vere storie del calcio Napoli
- 2003 : Gino De Dominicis
- 2004 : Aral, Fishing in an Invisible Sea
- 2005 : Solitudine alla fine del mondo
- 2005 : El velo de Berta
- 2006 : Soledad al fin del mundo
- 2008 : Hunters Since the Beginning of Time
- 2008 : Parafernalia
- 2010 : Los jóvenes muertos
- 2010 : Dulce Espera
- 2011 : Hachazos
- 2011 : El hombre que vivió en un zapato
- 2012 : ¡Volveremos a las montañas!
- 2013 : Ricardo Bär
- 2014 : Monte Adentro
- 2015 : 327 Cuadernos
- 2015 : The Squatters of the devils house
- 2016 : Atentamente/Sincerely
- 2018 : Ruben Blades Is Not My Name
- 2018 : Donde se quedan las cosas
- 2018 : Intérieur
- 2020 : Off the Road